# Łopuszno (gromada)
Łopuszno – dawna gromada, czyli najmniejsza jednostka podziału terytorialnego Polskiej Rzeczypospolitej Ludowej w latach 1954–1972.
Gromady, z gromadzkimi radami narodowymi (GRN) jako organami władzy najniższego stopnia na wsi, funkcjonowały od reformy reorganizującej administrację wiejską przeprowadzonej jesienią 1954 do momentu ich zniesienia z dniem 1 stycznia 1973, tym samym wypierając organizację gminną w latach 1954–1972.
Gromadę Łopuszno z siedzibą GRN w Łopusznie utworzono – jako jedną z 8759 gromad na obszarze Polski – w powiecie kieleckim w woj. kieleckim, na mocy uchwały nr 13c/54 WRN w Kielcach z dnia 29 września 1954. W skład jednostki weszły obszary dotychczasowych gromad Łopuszno, Józefina, Wielebnów, Jasień, Antonielów, Eustachów i Czałczyn ze zniesionej gminy Łopuszno w tymże powiecie. Dla gromady ustalono 27 członków gromadzkiej rady narodowej.
31 grudnia 1959 do gromady Łopuszno przyłączono obszary zniesionych gromad Grabownica i Sarbice.
Gromada przetrwała do końca 1972 roku, czyli do kolejnej reformy gminnej. 1 stycznia 1973 reaktywowano gminę Łopuszno.